# UEFA-Champions-League-Finale 2014
Das UEFA-Champions-League-Finale 2014 war die Endspiel-Begegnung der Champions-League-Saison 2013/14, die zwischen den Fußballvereinen Real Madrid und Atlético Madrid am 24. Mai 2014 im Lissaboner Estádio da Luz, der Heimstätte von Benfica Lissabon, ausgetragen wurde. Dass zwei spanische Mannschaften aufeinandertrafen, war bisher erst einmal beim Finale im Jahr 2000 der Fall; zum ersten Mal in der 58-jährigen Geschichte des höchsten europäischen Fußballwettbewerbs standen sich zwei Mannschaften aus derselben Stadt im Endspiel gegenüber. Das Finale war somit auch das bedeutendste derbi madrileño zwischen den beiden Vereinen. Real besiegte Atlético nach Verlängerung mit 4:1 und qualifizierte sich für das Spiel gegen den Europa-League-Sieger 2014 FC Sevilla um den UEFA Super Cup 2014 und für das Halbfinale der FIFA-Klub-Weltmeisterschaft 2014.

## Stadionwahl

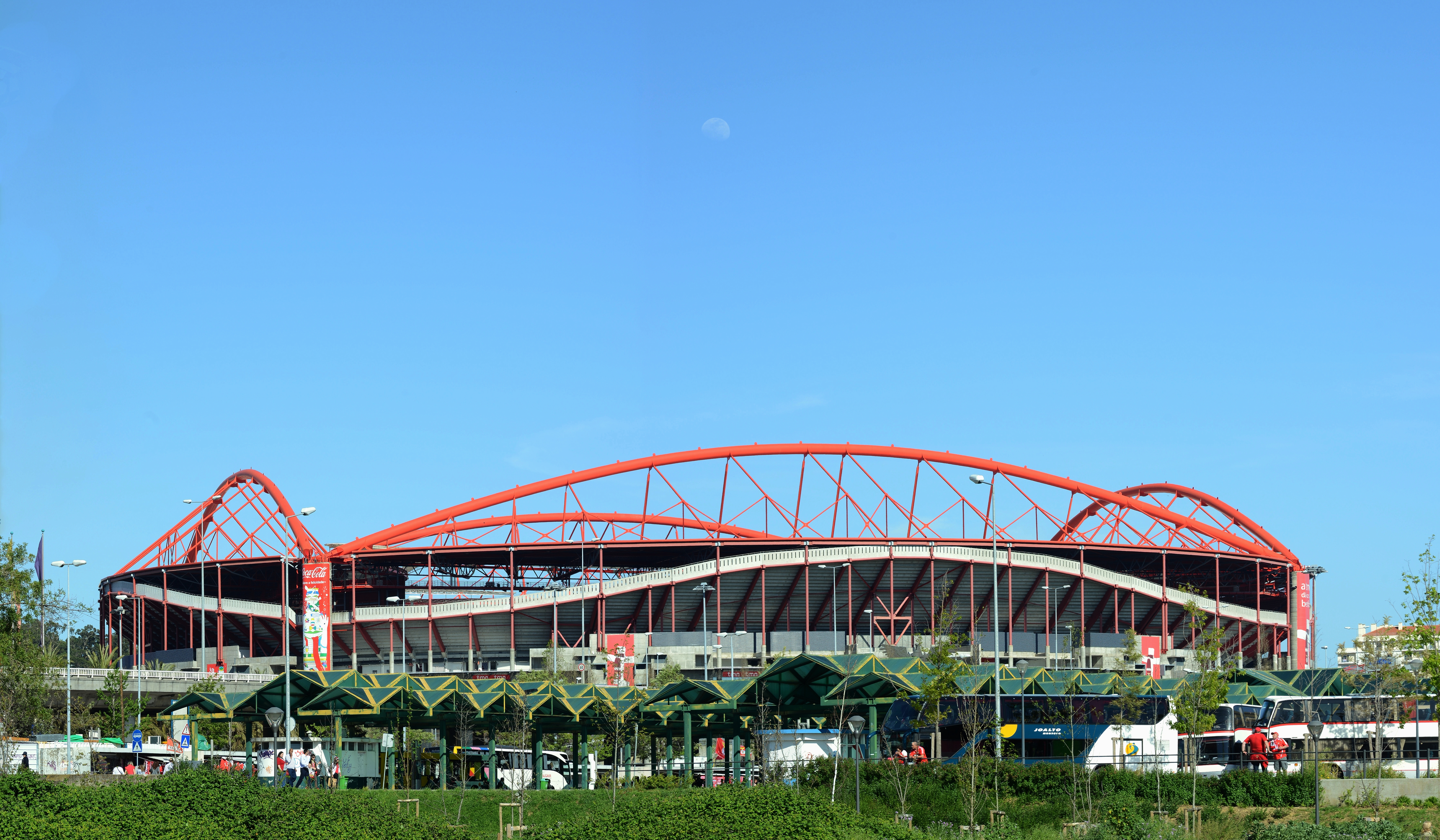
Das Finale fand im Lissaboner Estádio da Luz statt.

Auf dem UEFA Executive Committee Meeting in Istanbul am 20. März 2012 wurde das Estádio da Luz in Lissabon als Austragungsort für das Champions-League-Finale 2014 bestimmt. Es ist das Heimstadion von Benfica Lissabon und wurde 2003 für die Fußball-Europameisterschaft 2004 erbaut. In der Vorgängerarena wurden das Finale des Europapokals der Pokalsieger 1992 und das Finalrückspiel des UEFA-Cups 1983 ausgetragen.

## Hintergrund
Dass zwei Mannschaften aus demselben Land ein Endspiel bestritten, gab es bisher vier Mal in der Geschichte der UEFA Champions League: im Jahr 2000 kämpften spanische, 2003 italienische, 2008 englische und 2013 deutsche Mannschaften um den Titel.
Zu einem Stadtderby war es bisher insgesamt achtmal im Fußball-Europapokal gekommen; fünfmal in der UEFA Champions League bzw. dem Europapokal der Landesmeister, zweimal in der UEFA Europa League (2013/14 zwischen Betis und dem FC Sevilla) bzw. dem UEFA-Pokal (2005/06 zwischen Steaua und Rapid Bukarest) und einmal im Messestädte-Pokal (1965/66 zwischen dem FC Barcelona und Espanyol). Das allererste Stadtderby war auch ein Derbi madrileño (1958/59) und wie im Finale 2014 behielt der Verein aus dem Madrider Norden die Oberhand gegenüber seinem Konkurrenten aus dem Süden. Ebenso zweimal stattgefunden hat das Derby della Madonnina (2002/03 und 2004/05), wobei der AC Mailand sich beide Male gegen seinen Stadtrivalen Inter durchsetzen konnte. Außerdem konnte sich in der Saison 2003/04 der im Westen Londons beheimatete FC Chelsea gegenüber dem FC Arsenal aus dem Norden der Stadt behaupten.
Zum Schiedsrichter wurde der Niederländer Björn Kuipers bestimmt, zu seinen Assistenten Sander van Roekel und Erwin Zeinstra. Vierter Offizieller war Cüneyt Çakır aus der Türkei, als Schiedsrichterbeobachter fungierte Herbert Fandel.
Botschafter der UEFA für das Endspiel war Luís Figo, der mit Real Madrid im Jahr 2002 die Champions League gewann. Das „Champions Festival“ fand vom 22. bis 25. Mai auf der Praça do Comércio statt, die Preise für Finaltickets betrugen zwischen 70 und 390 Euro.
Das Finale der UEFA Women’s Champions League 2013/14 wurde ebenfalls in Lissabon ausgetragen, und zwar am 22. Mai im Estádio do Restelo. Der Titelverteidiger VfL Wolfsburg schlug Tyresö FF mit 4:3.

### Mannschaften

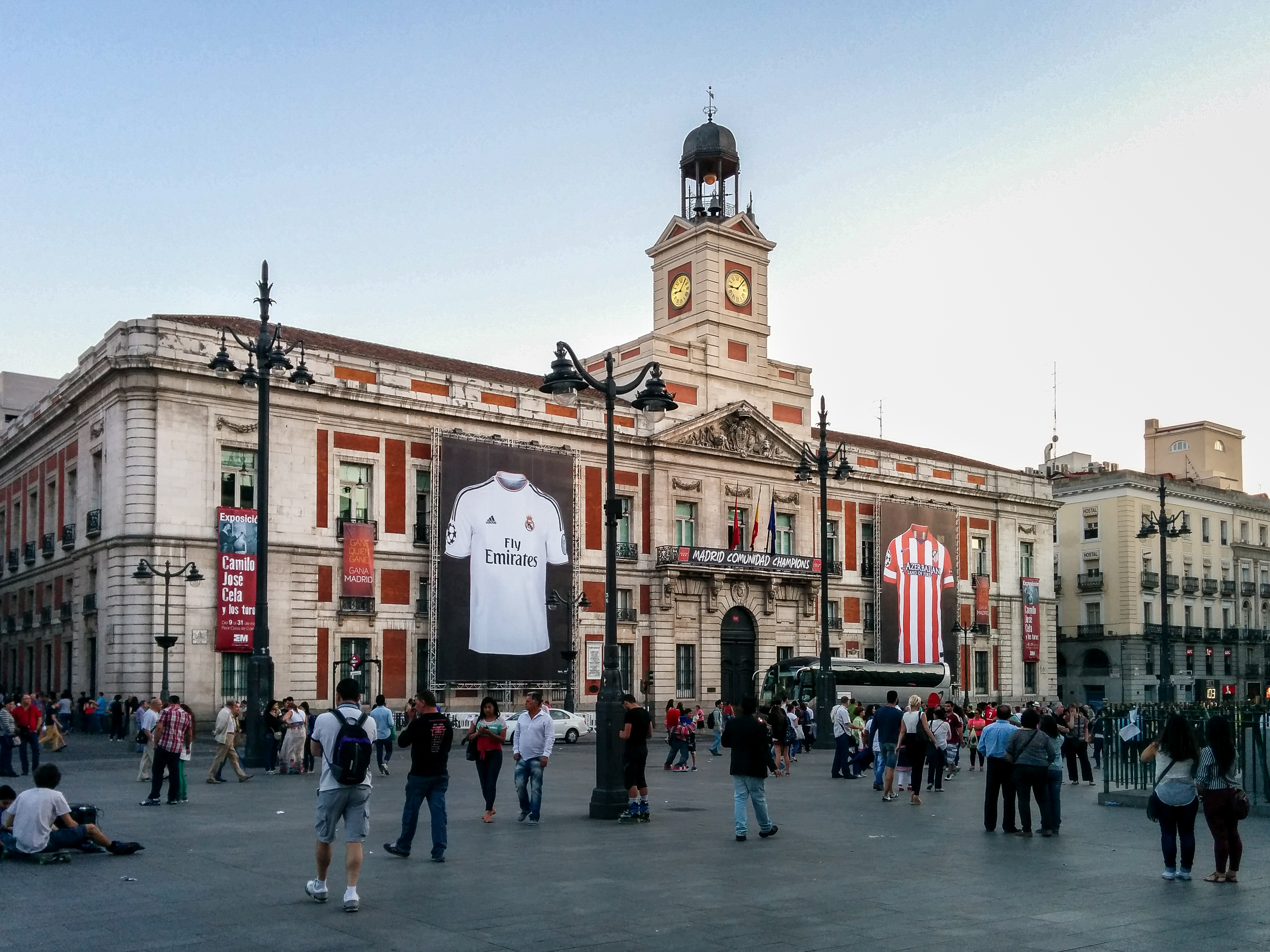
Trikots der beiden Mannschaften auf der Puerta del Sol im Vorfeld des Champions-League-Finales 2013/14

Qualifiziert waren die Sieger der Halbfinalbegegnungen Atlético Madrid, das nach dem 0:0 im Hinspiel am 22. April den FC Chelsea am 30. April auswärts 3:1 besiegte, und Real Madrid, das den FC Bayern München am 23. April zuhause mit 1:0 und am 29. April auswärts mit 4:0 schlug. Atlético wurde im Mai 2014 spanischer Meister und Real Pokalsieger, so dass die beiden Mannschaften auch im August in der Supercopa de España wieder aufeinander trafen (Sieger: Atlético).
Real strebte la décima, den insgesamt zehnten Titel in der UEFA Champions League bzw. im Europapokal der Landesmeister an, für Atlético wäre es der erste Titel in der europäischen Königsklasse des Fußballs gewesen. Falls die Rojiblancos das Endspiel gewonnen hätten, wäre Madrid die zweite Stadt nach Mailand gewesen, die zwei Sieger dieses Wettbewerbes (AC und Inter) gestellt hätte.
In einem UEFA-Wettbewerb standen sich Real und Atlético zuletzt 1959 im Halbfinale des Europapokals der Landesmeister gegenüber. Das Hinspiel entschied Real mit 2:1 für sich, das Rückspiel gewann Atlético mit 1:0. Da es die Auswärtstorregel damals noch nicht gab, wurde ein Entscheidungsspiel auf neutralem Platz – dem Estadio La Romareda in Saragossa – angesetzt, in dem Real mit 2:1 siegte. In der Saison 2013/14 der spanischen Liga schlug Atlético auswärts Real mit 1:0 und spielte zuhause 2:2; im Halbfinale des spanischen Pokals gewann Real das Heimspiel gegen Atlético mit 3:0 und das Auswärtsspiel mit 2:0.

### Real Madrid

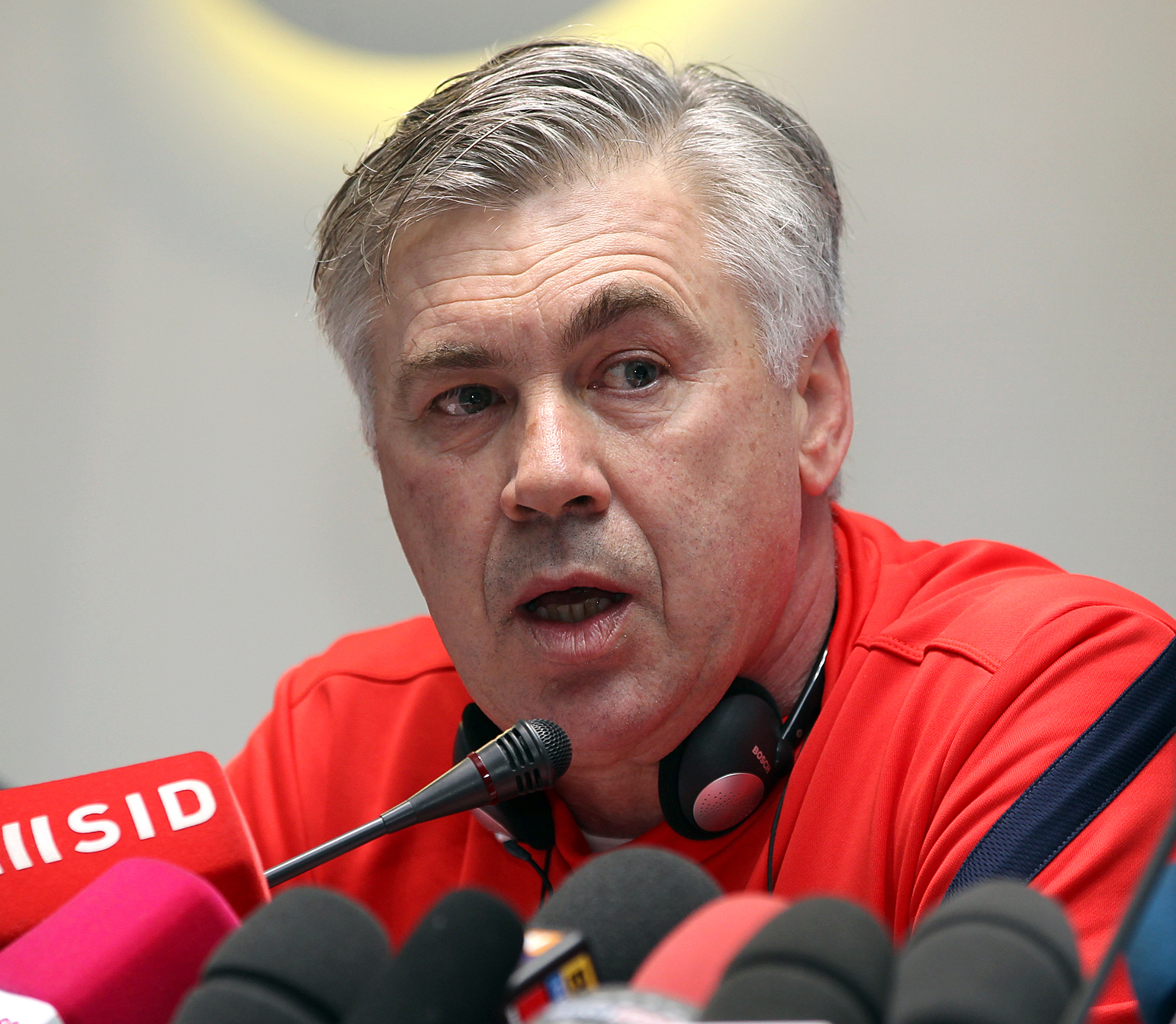
Real-Trainer Carlo Ancelotti

Real Madrid hatte den Titel zuletzt 2002 im Endspiel gegen Bayer Leverkusen errungen. Mit diesem Pokalgewinn durch die Galaktischen endete eine Serie von drei Erfolgen in fünf Jahren unter Vicente del Bosque, erst 2014 erreichte die Mannschaft das Champions-League-Finale wieder. Von 2005 bis 2010 schied die Mannschaft sechs Mal in Folge im Achtelfinale aus und erfüllte die eigenen Ansprüche des reichsten Fußballclubs der Welt nicht; zusätzlich blamierte sich der Verein 2009 in der Copa del Rey durch das Ausscheiden gegen den Drittligisten AD Alcorcón. Erst ab der Saison 2010/11 erreichten die „Königlichen“ mit José Mourinho als Trainer wieder drei Mal in Folge das Halbfinale. In den letzten beiden Jahren unterlag man dabei deutschen Mannschaften: 2012 dem FC Bayern München nach Gleichstand erst im Elfmeterschießen und 2013 Borussia Dortmund, nicht zuletzt wegen der aufsehenerregenden vier Tore Robert Lewandowskis im Hinspiel. Nach der einvernehmlichen Trennung von Mourinho übernahm Carlo Ancelotti Mitte 2013 das Team als Trainer; das Rennen um die spanische Meisterschaft 2014 beendete man als Dritter hinter Atlético und dem ewigen Rivalen FC Barcelona, den man dafür im Finale der Copa del Rey besiegte.
Als Tabellenzweiter 2013 stand Real als direkter Teilnehmer für die Champions League fest. Nur gegen Juventus Turin spielte man auswärts in der Gruppe B unentschieden, die anderen fünf Partien konnte die Mannschaft gewinnen und stand vorzeitig als Gruppensieger vor Galatasaray Istanbul, Turin und dem FC Kopenhagen fest. In der K.-o.-Runde bekam das Team dann ausschließlich deutsche Mannschaften zugelost. Im Achtelfinale wurde der FC Schalke 04 in dessen Stadion mit 6:1 deklassiert, zuhause siegte man 3:1. Auch die Revanche gegen Borussia Dortmund gelang im Viertelfinale: beim 3:0-Heimerfolg konnten die Gäste ohne den gesperrten Lewandowski ihre Chancen nicht nutzen, mit diesem Polster erreichte die Mannschaft trotz der 0:2-Niederlage im Rückspiel das Halbfinale. Dort traf Real auf Bayern München, gegen die man sich zuletzt 2004 in einer K.-o.-Runde hatte durchsetzen können. Im Estadio Santiago Bernabéu erkonterte man sich ein 1:0, im Rückspiel brachten die Merengues dann nach einer brillanten Vorstellung mit 4:0 den Münchnern deren höchste Heimniederlage im Europapokal bei.

### Atlético Madrid

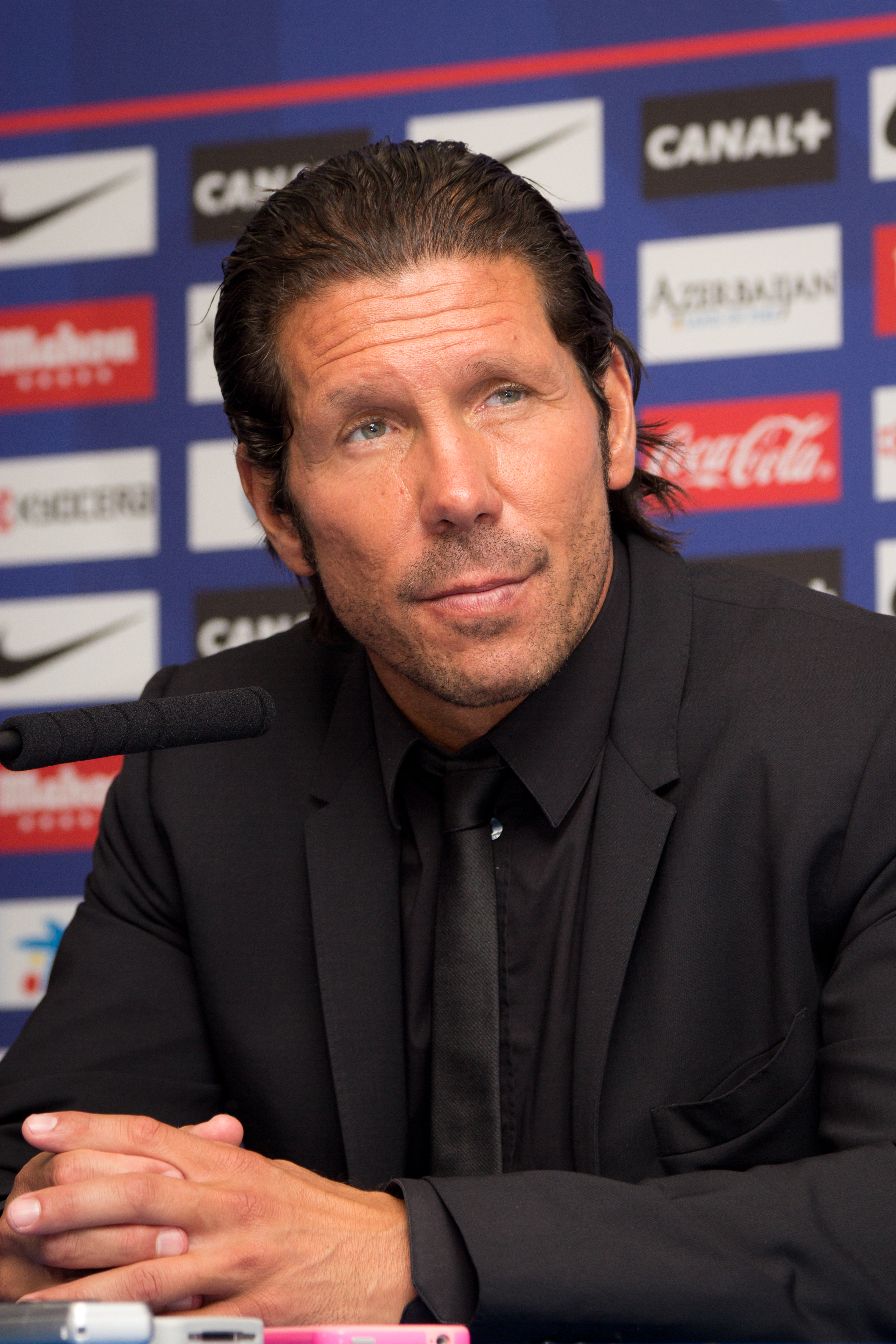
Atlético-Trainer Diego Simeone

Atlético Madrid hatte nach dem Double des spanischen Meistertitels und Pokalsiegs 1996 eine lange Durststrecke zu überwinden, deren Tiefpunkt der Abstieg im Jahr 2000 war. In der Folgesaison drohte sogar der Sturz in die Drittklassigkeit; mit dem Trainer Luis Aragonés gelang 2002 dann souverän der Wiederaufstieg in die Primera División. Es folgten durchwachsene Spielzeiten, die durch wenig Konstanz auf dem Spielfeld und auf der Trainerbank gekennzeichnet waren. Erst unter Quique Flores stellte sich ein Erfolg ein: mit dem Sieg in der Europa League 2010 errang man den ersten internationalen Titel seit 1962, und auch national stand Atlético im Pokalfinale. Mittelmäßige Ergebnisse in der spanischen Liga führten zu weiteren Trainerwechseln, bis die Mannschaft unter Führung des 2011 verpflichteten Diego Simeone 2012 den Europa-League-Triumph wiederholen konnte und auch den FC Chelsea im UEFA-Super-Cup-Finale schlug. In der folgenden Spielzeit etablierte man sich mit dem spanischen Pokalsieg und der direkten Qualifikation für die Champions League als Spitzenmannschaft. Im nationalen Wettbewerb 2013/14 lag Atlético von Beginn an nie schlechter als Platz drei, war seit dem 29. Spieltag Tabellenführer und sicherte sich mit einem Unentschieden gegen den FC Barcelona im letzten Ligaspiel den spanischen Meistertitel.
Als Dritter der Primera División 2013 hatte sich Atlético ebenfalls direkt für die Champions League qualifiziert. Die Gruppenphase beendete man nach fünf Siegen sowie einem Unentschieden beim Gruppenzweiten Zenit Sankt Petersburg mit deutlichem Vorsprung auf dem ersten Platz und hatte die Achtelfinalteilnahme bereits vor dem letzten Spieltag gesichert; den FC Porto und FK Austria Wien schlug man sowohl im Estadio Vicente Calderón als auch auswärts. Im Achtelfinale gelangen der Mannschaft ebenfalls zwei Siege gegen den AC Mailand. Knapper war es im Viertelfinale gegen den FC Barcelona: nachdem man sich im Auswärtshinspiel mit dem 1:1 eine gute Ausgangsbasis verschafft hatte, gewann das Team durch einen Treffer von Koke das Rückspiel verdient. Das torlose Halbfinalhinspiel im eigenen Stadion gegen den FC Chelsea war geprägt durch die berüchtigte Defensivtaktik dessen Trainers José Mourinho, deren disziplinierte Ausführung die Angriffsbemühungen der Colchoneros wirkungsvoll neutralisierte. Im Rückspiel an der Stamford Bridge drehte die Mannschaft einen 0:1-Rückstand dann zu einem 3:1-Sieg und machte das erste Stadtderby in einem Fußball-Europapokalfinale perfekt.

## Der Weg ins Finale
Anmerkung: Die Ergebnisse werden jeweils aus Sicht der Finalisten angegeben.
| Pl. | Verein               | Sp. | S | U | N | Tore    | Diff. | Punkte |
| --- | -------------------- | --- | - | - | - | ------- | ----- | ------ |
| 1.  | Real Madrid          | 6   | 5 | 1 | 0 | 020:500 | +15   | 16     |
| 2.  | Galatasaray Istanbul | 6   | 2 | 1 | 3 | 008:140 | −6    | 07     |
| 3.  | Juventus Turin       | 6   | 1 | 3 | 2 | 009:900 | ±0    | 06     |
| 4.  | FC Kopenhagen        | 6   | 1 | 1 | 4 | 004:130 | −9    | 04     |

| Pl. | Verein                 | Sp. | S | U | N | Tore    | Diff. | Punkte |
| --- | ---------------------- | --- | - | - | - | ------- | ----- | ------ |
| 1.  | Atlético Madrid        | 6   | 5 | 1 | 0 | 015:300 | +12   | 16     |
| 2.  | Zenit Sankt Petersburg | 6   | 1 | 3 | 2 | 005:900 | −4    | 06     |
| 3.  | FC Porto               | 6   | 1 | 2 | 3 | 004:700 | −3    | 05     |
| 4.  | FK Austria Wien        | 6   | 1 | 2 | 3 | 005:100 | −5    | 05     |

## Spieldaten
| Real Madrid                                                   | Real Madrid | Atlético Madrid | Atlético Madrid | Aufstellung                                   |
| ------------------------------------------------------------- | --- | --- | --------------- | --------------------------------------------- |
| Real Madrid                                                   | \| 24. Mai 2014 um 20:45 Uhr (MESZ) in Lissabon (Estádio da Luz) \| \| Ergebnis: 4:1 n. V. (1:1, 0:1)[36] \| \| Zuschauer: 60.976 \| \| Schiedsrichter: Björn Kuipers ( Niederlande) 1 \|                                                                    | \| 24. Mai 2014 um 20:45 Uhr (MESZ) in Lissabon (Estádio da Luz) \| \| Ergebnis: 4:1 n. V. (1:1, 0:1)[36] \| \| Zuschauer: 60.976 \| \| Schiedsrichter: Björn Kuipers ( Niederlande) 1 \|                                         | Atlético Madrid | Aufstellung Real Madrid gegen Atlético Madrid |
| Real Madrid                                                   | Iker Casillas – Fábio Coentrão (59. Marcelo), Sergio Ramos, Raphaël Varane, Dani Carvajal – Sami Khedira (59. Isco), Ángel Di María, Luka Modrić – Cristiano Ronaldo, Karim Benzema (79. Álvaro Morata), Gareth Bale Cheftrainer: Carlo Ancelotti ( Italien) | Thibaut Courtois – Juanfran, Miranda, Diego Godín, Filipe Luís (83. Toby Alderweireld) – Raúl García (66. José Ernesto Sosa), Gabi , Tiago, Koke – Diego Costa (9. Adrián), David Villa Cheftrainer: Diego Simeone ( Argentinien) | Atlético Madrid | Aufstellung Real Madrid gegen Atlético Madrid |
| Real Madrid                                                   | 1:1 Sergio Ramos (90.+3') 2:1 Gareth Bale (110.) 3:1 Marcelo (118.) 4:1 Cristiano Ronaldo (120., FE) | 0:1 Diego Godín (36.) | Atlético Madrid | Aufstellung Real Madrid gegen Atlético Madrid |
| Real Madrid                                                   | Sergio Ramos (27.), Sami Khedira (45.+1), Marcelo (118.), Cristiano Ronaldo (120.+1'), Raphaël Varane (120.+3') | Raúl García (27.), Miranda (53.), David Villa (72.), Juanfran (74.), Koke (86.), Gabi (100.), Diego Godín (120.) | Atlético Madrid | Aufstellung Real Madrid gegen Atlético Madrid |
| Real Madrid                                                   | Spieler des Spiels: Ángel Di María | | Atlético Madrid | Aufstellung Real Madrid gegen Atlético Madrid |
| 24. Mai 2014 um 20:45 Uhr (MESZ) in Lissabon (Estádio da Luz) | | |                 |                                               |
| Ergebnis: 4:1 n. V. (1:1, 0:1)                                | | |                 |                                               |
| Zuschauer: 60.976                                             | | |                 |                                               |
| Schiedsrichter: Björn Kuipers ( Niederlande) 1                | | |                 |                                               |

## Spielverlauf

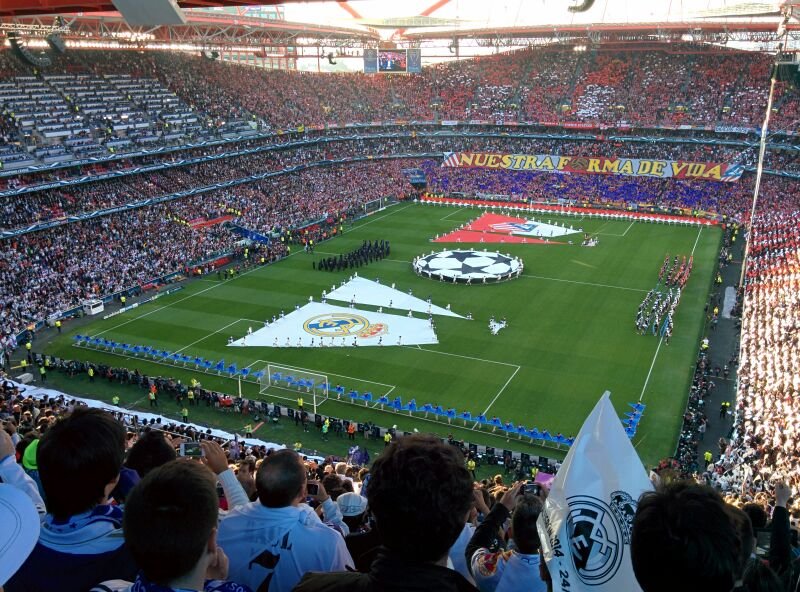
Das Spielfeld bei der Eröffnungsfeier

Bereits nach acht Minuten musste Trainer Simeone den Stürmer Diego Costa auswechseln, da dessen Verletzung ein Weiterspielen unmöglich machte. Gareth Bale hatte in der 32. Minute die erste Großchance des Spiels, als er nach einem Fehlpass von Tiago im Spielaufbau den Ball abfangen konnte, die Abwehr umspielte und knapp am Tor vorbeischoss. Nur wenige Minuten später brachte Diego Godín Atlético nach einem gewonnenen Kopfballduell gegen Sami Khedira in Führung. Reals Torhüter Casillas hatte den Fehler begangen, aus dem Tor zu laufen und Godin hob den Ball über ihn ins Tor. Die vielleicht größte Chance zum 2:0 hatte Atlético in der 41. Minute, als Adrián López nach einem Eckball aus sieben Metern Torentfernung frei zum Kopfball kam, den Ball aber über das Tor köpfte.
Die zweite Hälfte bestand im Wesentlichen in einem einzigen Sturmlauf Reals auf das Tor des Gegners. Reals Trainer Carlo Ancelotti wechselte Fábio Coentrão und Khedira durch Marcelo und Isco aus. Khedira hatte zuvor mehrere Monate wegen eines Kreuzbandrisses pausieren müssen. Seine Aufgabe bestand hauptsächlich darin, etwas versetzt hinter Luka Modrić zu spielen, mit dem er Reals Doppelsechs bildete.
Atlético verteidigte mit fast allen Spielern und unternahm gegen Ende des Spiels kaum noch den Versuch, das 2:0 zu schießen. Konditionell war Atlético am Ende angelangt und kam in der regulären Spielzeit letztmals in der 72. Minute gefährlich vor das gegnerische Tor, als David Villa mit gestrecktem Bein gegen Iker Casillas hereinrutschte. Eine Minute später hatte Bale seine zweite von insgesamt drei vergebenen Großchancen während der regulären Spielzeit, als er aus 18 Metern Entfernung frei zum Schuss kam, aber am Tor vorbeizielte. Seine dritte Großchance hatte er in der 78. Minute, als er erneut gefährlich in den Strafraum eindringen konnte. In der Schlussviertelstunde häuften sich die Chancen für Real Madrid, aber es dauerte bis zur dritten Minute der insgesamt fünfminütigen Nachspielzeit, ehe Sergio Ramos nach einem von Luka Modrić getretenen Eckball seinem Bewacher Diego Godín enteilen und per Kopfball den späten 1:1-Ausgleich erzielen konnte. In der Verlängerung war Atléticos Team stärker von Erschöpfung gekennzeichnet als Real. Beide Teams hatten ihr Wechselkontingent ausgeschöpft und konnten nicht mehr auswechseln.
Real Madrid dominierte weiter das Spiel und nach einem sehenswerten Lauf Ángel Di Marías, bei dem er drei Gegenspieler überwand, schoss er den Ball scharf in Richtung Atléticos Tor. Torhüter Thibaut Courtois blockte den Ball, der jedoch zu Bale sprang. Dieser köpfte den Ball zum 2:1 ins leere Tor. Bei Marcelos Treffer zum 3:1 zeigte Atléticos Abwehr Auflösungserscheinungen, als der Brasilianer ungehindert bis zur Strafraumgrenze vordringen und abziehen konnte. Cristiano Ronaldo drang kurz darauf in Atléticos Strafraum ein und wurde durch Gabi gefoult. Der Portugiese Ronaldo verwandelte den Elfmeter selbst und schoss damit sein 17. Tor im laufenden Turnier, was einen neuen Rekord darstellt. Während der Feier über Ronaldos Tor schoss Varane den Ball auf Atléticos Trainer Diego Simeone, der aus Wut auf den Platz stürmte. Simeone und Varane wurden für ihr Verhalten bestraft; Varane bekam die gelbe Karte und Simeone musste auf die Tribüne.
Simeone nannte später die Aufstellung Diego Costas einen Fehler und entschuldigte sich dafür.

## Rezeption
Während Real Madrid durch den Finalsieg zu seinem zehnten Titelgewinn in der UEFA Champions League bzw. dem Europapokal der Landesmeister kam, wiederholte sich das Schicksal für Atlético auf besonders tragische Weise: im Europapokal der Landesmeister 1973/74 führten die Colchoneros in der 120. Minute des Endspiels gegen den FC Bayern München mit 1:0, ehe dessen Innenverteidiger „Katsche“ Schwarzenbeck unmittelbar vor dem Abpfiff aus mehr als dreißig Metern Torentfernung einen Verzweiflungsschuss abgab, der kurz darauf in Atleticos Tornetz zappelte. Im Wiederholungsspiel war Atlético chancenlos und verlor 0:4. Auch diesmal führte Atlético mit 1:0, als Real Madrids Innenverteidiger Sergio Ramos in der dritten Minute der Nachspielzeit den späten Ausgleich erzielte. In der anschließenden Verlängerung waren die Colchoneros ebenfalls chancenlos.
Juanfran erklärte nach dem Spiel die Wirkung des späten Ausgleichstreffers auf seine Mannschaft: „Dieses Tor hat uns erledigt.“ Und sein Mitspieler Toby Alderweireld ergänzte: „Wir waren völlig kaputt und hofften nur noch auf das Elfmeterschießen.“
Als Fazit dieses Spiels zog die FAZ in ihrer Ausgabe vom 26. Mai 2014: „Der Fußball hat eine spezielle Dialektik, er kennt nicht nur eine Wahrheit. Wahr war beides: Hätte Atlético in der 94. Minute auch noch diesen einen Ball abgewehrt, man wäre ein würdiger, ein verdienter Sieger gewesen. Aber Real machte den Ausgleich – und war der würdige, verdiente Sieger.“